# Себенє
Себенє (словен. Sebenje) — поселення в общині Тржич, Горенський регіон, Словенія. Висота над рівнем моря: 392,9 м.